# Go (linguagem de programação)
Go é uma linguagem de programação criada pela Google e lançada em código livre em novembro de 2009. É uma linguagem compilada e focada em produtividade e programação concorrente, baseada em trabalhos feitos no sistema operacional chamado Inferno. O projeto inicial da linguagem foi feito  em setembro de 2007 por Robert Griesemer, Rob Pike e Ken Thompson. Atualmente, há implementações para Windows, Linux, Mac OS X e FreeBSD.

## História
Go foi criado em 2009 e desde então vem recebendo muitas atualizações, tendo seu mais recente lançamento em 2 de agosto de 2022, versão Go 1.19. Veja mais informações sobre versões anteriores em https://go.dev/project.
Poucos dias após o lançamento da linguagem, Fancis McCabe, desenvolvedor da linguagem chamada Go!, solicitou uma mudança de nome da linguagem do Google, para evitar confusões. McCabe criou Go! em 2003, mas não registrou o nome.

## Design
A sintaxe de Go é semelhante a C e suas declarações são feitas com base em Pascal limpo; uma variação é a declaração de tipos, a ausência de parênteses em volta das estruturas for e if. Possui coletor de lixo. Seu modelo de concorrência é baseado no CSP de Tony Hoare, além de possuir características do cálculo pi, como passagem por canal.
Algumas funcionalidades ausentes são tratamento de exceção, Herança, programação genérica, assert e sobrecarga de métodos. Os autores expressam abertura para discutir programação genérica, mas argumentam abertamente contra asserções e defendem a omissão de herança de tipos em favor da eficiência. Ao contrário de Java, vetores associativos são parte intrínseca da linguagem, assim como strings.
Atualmente, há dois compiladores para Go. 6g e ferramentas complementares - conhecidos em conjunto como gc - são escritos em C, usando yacc e bison para análise sintática. Além do gc, há o gccgo, um compilador de Go com front-end C++ (utilizando um analisador sintático descendente recursivo) associado ao back-end padrão do GCC.

### Orientação a objetos
É possível programar orientado a objetos, mas não da forma mais comum, pois Go não utiliza classes e sim estruturas. Na orientação a objetos, são criados métodos sem classes, interface sem hierarquia, e reutilização de código sem herança.
```
type
 
Pessoa
 
struct
 
{

  
Nome
 
string

 

  
idade
 
int

}

```

```
package
 
main

import
 
"fmt"

type
 
Animal
 
struct
 
{

}

func
 
(
a
 
Animal
)
 
Comer
()
 
{

    
fmt
.
Println
(
"Comendo"
)

}

type
 
MembroFamilia
 
struct
 
{

}

func
 
(
fm
 
MembroFamilia
)
 
Nome
()
 
{

    
fmt
.
Println
(
"Meu nome não é Johnny"
)

}

type
 
Cachorro
 
struct
 
{

    
Animal
 
// Struct incorporada/embedada

    
MembroFamilia
 
// Struct incorporada/embedada

}

func
 
main
()
 
{

    
d
 
:=
 
Cachorro
{}

    
d
.
Comer
()
 
// Printa "Comendo"

    
d
.
Nome
()
 
// Printa "Meu nome não é Johnny"

}

```

### Funções
Go também possui funções como outras linguagens, as funções podem retornar valores únicos, múltiplos e até mesmo retornar outra função.
```
package
 
main

import
 
"fmt"

func
 
somar
 
(
a
 
int
 
,
b
 
int
)
 
int
 
{

    
return
 
a
 
+
 
b

}

func
 
main
()
 
{

    
res
 
:=
 
somar
(
1
,
 
2
)

    
fmt
.
Println
(
"1 + 2 = "
,
 
res
)

}

```

Exemplo de múltiplos retornos:
```
package
 
main

import
 
"fmt"

func
 
atribuiValor
()
 
(
int
,
 
int
)
 
{

    
return
 
15
,
22

}

func
 
main
()
 
{

    
//Aqui queremos atribuir dois valores nas

    
//variaveis a e b

    
a
,
 
b
:=
 
atribuiValor
()

    
fmt
.
Println
(
"A = "
,
 
a
)

    
fmt
.
Println
(
"B = "
,
 
b
)

    

    
//Podemos também apenas escolher um valor

    
//a ser retornado

    
_
,
 
c
 
:=
 
atribuiValor
()

    
fmt
.
Println
(
"C = "
,
 
c
)

}

```

Em Go uma função pode receber um número variável de parâmetros, ou seja, não se sabe ao certo quantos parâmetros serão recebidos.
```
package
 
main

import
 
"fmt"

func
 
variaveis
(
nums
 
...
int
)
 
int
 
{

    
//Imprimindo os valores recebidos

    
fmt
.
Print
(
nums
,
" "
)

    
total
 
:=
 
0

    

    
for
 
_
,
 
num
 
:=
 
range
 
nums
 
{

        
//Fazendo a soma dos valores recebidos

        
total
 
+=
 
num

    
}

    

    
fmt
.
Println
(
"Total = "
,
 
total
)

}

func
 
main
()
 
{

    
variaveis
(
1
,
4
,
7
)
// Resultado impresso "12"

    
variaveis
(
4
,
2
)
// Resultado impresso "6"

    

    
//Pode se enviar um vetor como parâmetro

    
v
 
:=
 
[]
int
{
0
,
1
,
2
,
3
,
4
,
5
,
6
}
// Resultado impresso "21"

    
variaveis
(
v
...
)

}

```

Funções também podem receber outras funções como parâmetros.
```
package
 
main

import
 
"fmt"
 

func
 
intSeq
()
 
func
()
 
int
 
{

    
i
 
:=
 
0

    
return
 
func
()
 
int
 
{

        
i
 
+=
 
1

        
return
 
i
 

    
}

}

func
 
main
()
 
{

    
nextInt
 
:=
 
intSeq
()
 
// Aqui "nextInt" recebe como valor a função intSeq

    
fmt
.
Println
(
nextInt
())
 
// Printa 1

    
fmt
.
Println
(
nextInt
())
 
// Printa 2

    
fmt
.
Println
(
nextInt
())
 
// Printa 3

    
newInts
 
:=
 
intSeq
()

    
fmt
.
Println
(
newInts
())
 
// Printa 1 

}

```

### Exceções
O Go (ao contrário do Java) não possui exceções como try / catch / finally blocks. Ele possui tratamento estrito de erros com funções chamadas de panic e recover e uma instrução chamada defer.
Um uso comum de pânico é abortar se uma função retornar um valor de erro que não sabemos como (ou queremos) manipular. Executar este programa fará com que ele entre em pânico, imprima uma mensagem de erro e rastreie goroutine e saia com um status diferente de zero.
```
package
 
main

import
 
"os"

func
 
main
()
 
{

    
panic
(
"a problem"
)

    
_
,
 
err
 
:=
 
os
.
Create
(
"/tmp/file"
)

    
if
 
err
 
!=
 
nil
 
{

        
panic
(
err
)

    
}

}

```

recover é uma função embutida que recupera o controle de uma gorout em pânico. Recuperar só é útil dentro de funções diferidas. Durante a execução normal, uma chamada para recuperar retornará nula e não terá outro efeito. Se a gorout atual estiver em pânico, uma chamada para recuperar capturará o valor dado ao pânico e retomará a execução normal. Um defer empurra uma chamada de função para uma lista. A lista de chamadas salvas é executada após a função circundante retornar. Adiar é comumente usado para simplificar funções que executam várias ações de limpeza.
```
package
 
main

import
 
(

	
"fmt"

	
"os"

)

func
 
main
()
 
{

    
f
 
:=
 
createFile
(
"/tmp/defer.txt"
)

    
defer
 
closeFile
(
f
)

    
writeFile
(
f
)

}

func
 
createFile
(
p
 
string
)
 
*
os
.
File
 
{

    
fmt
.
Println
(
"creating"
)

    
f
,
 
err
 
:=
 
os
.
Create
(
p
)

    
if
 
err
 
!=
 
nil
 
{

        
panic
(
err
)

    
}

    
return
 
f

}

func
 
writeFile
(
f
 
*
os
.
File
)
 
{

    
fmt
.
Println
(
"writing"
)

    
fmt
.
Fprintln
(
f
,
 
"data"
)

}

func
 
closeFile
(
f
 
*
os
.
File
)
 
{

    
fmt
.
Println
(
"closing"
)

    
f
.
Close
()

}

```

### Métodos
Go suporta métodos definidos em tipos struct. Métodos podem ser definidos para qualquer tipo de receptor ponteiro ou valor. Go trata automaticamente conversões entre valores e ponteiros para métodos de chamada. Você pode querer usar um ponteiro do tipo receptor para evitar a cópia de um método de chamada ou para permitir que o método faça mutação da estrutura recebida.
```
package
 
main

import
 
"fmt"

type
 
rect
 
struct
 
{

    
width
,
 
height
 
int

}

func
 
(
r
 
*
rect
)
 
area
()
 
int
 
{

    
return
 
r
.
width
 
*
 
r
.
height

}

func
 
(
r
 
rect
)
 
perim
()
 
int
 
{

    
return
 
2
*
r
.
width
 
+
 
2
*
r
.
height

}

func
 
main
()
 
{

    
r
 
:=
 
rect
{
width
:
 
10
,
 
height
:
 
5
}

    
fmt
.
Println
(
"area: "
,
 
r
.
area
())
 
// Printa area: 50

    
fmt
.
Println
(
"perim:"
,
 
r
.
perim
())
 
// Printa perim: 30

    
rp
 
:=
 
&
r

    
fmt
.
Println
(
"area: "
,
 
rp
.
area
())
 
// Printa area: 50

    
fmt
.
Println
(
"perim:"
,
 
rp
.
perim
())
 
// Printa perim: 30

}

```

### Interface
Interface nada mais é que um conjunto de métodos.
```
package
 
main

import
 
(

	
"fmt"

	
"math"

)

type
 
geometria
 
interface
 
{

    
area
()
 
float64

    
perim
()
 
float64

}

type
 
quadrado
 
struct
 
{

    
largura
,
 
altura
 
float64

}

type
 
círculo
 
struct
 
{

    
raio
 
float64

}

func
 
(
q
 
quadrado
)
 
area
()
 
float64
 
{

    
return
 
q
.
largura
 
*
 
q
.
altura

}

func
 
(
q
 
quadrado
)
 
perim
()
 
float64
 
{

    
return
 
2
*
q
.
largura
 
+
 
2
*
q
.
altura

}

func
 
(
c
 
círculo
)
 
area
()
 
float64
 
{

    
return
 
math
.
Pi
 
*
 
c
.
raio
 
*
 
c
.
raio

}

func
 
(
c
 
círculo
)
 
perim
()
 
float64
 
{

    
return
 
2
 
*
 
math
.
Pi
 
*
 
c
.
raio

}

func
 
medir
(
g
 
geometria
)
 
{

    
fmt
.
Println
(
g
)
 
// Printa os valores da forma geometrica recebida ex: quadrado = altura e largura

    
fmt
.
Println
(
g
.
area
())
 
// Printa a area da forma recebida

    
fmt
.
Println
(
g
.
perim
())
 
// Printa o perimetro da forma recebida

}

func
 
main
()
 
{

    
q
 
:=
 
quadrado
{
largura
:
 
3
,
 
altura
:
 
4
}

    
c
 
:=
 
círculo
{
raio
:
 
5
}

    
medir
(
q
)

    
medir
(
c
)

}

```

### Goroutines
Goroutine é uma forma de implementação paralela, o comando usado é go, ele passa como parâmetro uma função para que ela seja executada em paralelo.
```
package
 
main

import
 
"fmt"

func
 
f
(
from
 
string
)
 
{
 

	
for
 
i
 
:=
 
0
;
 
i
 
<
3
;
 
i
++
 
{
 

		
fmt
.
Println
(
from
,
":"
,
i
)

	
}

}

func
 
main
()
 
{
 

	
f
(
"direct"
)
 

	
go
 
f
(
"goroutine"
)
 
// Será executado por uma thread

	
go
 
func
(
msg
 
string
)
 
{
 
// Será executado por outra thread 

		
fmt
.
Println
(
msg
)
 

	
}(
"going"
)

	
var
 
input
 
string
 

	
fmt
.
Scanln
(
&
input
)
 

	
fmt
.
Println
(
"done"
)

}

```

## Ferramentas
A comunidade Go considera muito importante o uso da ferramenta 'gofmt' para realizar a formatação do código-fonte uniforme e automaticamente. 
| “          | O estilo do gofmt não é o favorito de ninguém, mas gofmt é o favorito de todos. | ” |
| — Rob Pike |                                                                                 |   |

## Exemplos

### Programa Olá Mundo
```
package
 
main

import
 
"fmt"

func
 
main
()
 
{

	
fmt
.
Println
(
"Olá, Mundo!"
)

}

```

Pode ser compilado e executado com o seguinte comando:
```
$ 
go
 
build
 
hello.go

$ 
./hello

```

### Algoritmo de Trabb Pardo-Knuth
```
package
 
main

import
 
(

	
"fmt"

	
"math"

)

func
 
f
(
t
 
float64
)
 
float64
 
{

	
return
 
math
.
Sqrt
(
math
.
Abs
(
t
))
 
+
 
5
*
math
.
Pow
(
t
,
 
3
)

}

func
 
main
()
 
{

	
var
 
a
 
[
11
]
float64

	
for
 
i
 
:=
 
range
 
a
 
{

		
fmt
.
Scan
(
&
a
[
i
])

	
}

	
for
 
i
 
:=
 
len
(
a
)
 
-
 
1
;
 
i
 
>=
 
0
;
 
i
--
 
{

		
if
 
y
 
:=
 
f
(
a
[
i
]);
 
y
 
>
 
400
 
{

			
fmt
.
Println
(
i
,
 
"TOO LARGE"
)

		
}
 
else
 
{

			
fmt
.
Println
(
i
,
 
y
)

		
}

	
}

}

```

### Concorrência
Exemplo retirado da página oficial:
```
package
 
main

import
 
(

	
"fmt"

	
"math"

)

func
 
main
()
 
{

	
fmt
.
Println
(
pi
(
5000
))

}

func
 
pi
(
n
 
int
)
 
float64
 
{

	
ch
 
:=
 
make
(
chan
 
float64
)

	
for
 
k
 
:=
 
0
;
 
k
 
<=
 
n
;
 
k
++
 
{

		
go
 
term
(
ch
,
 
float64
(
k
))

	
}

	
f
 
:=
 
0.0

	
for
 
k
 
:=
 
0
;
 
k
 
<=
 
n
;
 
k
++
 
{

		
f
 
+=
 
<-
ch

	
}

	
return
 
f

}

func
 
term
(
ch
 
chan
 
float64
,
 
k
 
float64
)
 
{

	
ch
 
<-
 
4
 
*
 
math
.
Pow
(
-
1
,
 
k
)
 
/
 
(
2
*
k
 
+
 
1
)

}

```

### Interface de linha de comandos
Exemplo de uma implementação do echo do Unix:
```
package
 
main

import
 
(

	
"flag"

	
"os"

)

var
 
omitNewline
 
=
 
flag
.
Bool
(
"n"
,
 
false
,
 
"Não emitir o caractere de nova linha do final"
)

const
 
(

	
Space
   
=
 
" "

	
Newline
 
=
 
"\n"

)

func
 
main
()
 
{

	
flag
.
Parse
()

	
var
 
s
 
string
 
=
 
""

	
for
 
i
 
:=
 
0
;
 
i
 
<
 
flag
.
NArg
();
 
i
++
 
{

		
if
 
i
 
>
 
0
 
{

			
s
 
+=
 
Space

		
}

		
s
 
+=
 
flag
.
Arg
(
i
)

	
}

	
if
 
!
*
omitNewline
 
{

		
s
 
+=
 
Newline

	
}

	
os
.
Stdout
.
WriteString
(
s
)

}

```

### Servidor HTTP
Exemplo de um web service RESTful (HTTP) usando serialização para JSON; responde com um número de CPF formatado, se for válido, ao acessar http://localhost:8080/consultar-cpf/123:
```
package
 
main

import
 
(

	
"encoding/json"

	
"github.com/go-chi/chi/v5"

	
"github.com/go-chi/chi/v5/middleware"

	
"github.com/klassmann/cpfcnpj"

	
"log"

	
"net/http"

	
"time"

)

type
 
CheckCpfResponse
 
struct
 
{

	
Valid
     
bool
      
`json:"valid"`

	
Formatted
 
*
string
   
`json:"formatted"`

	
Timestamp
 
time
.
Time
 
`json:"timestamp"`

}

func
 
Index
(
w
 
http
.
ResponseWriter
,
 
r
 
*
http
.
Request
)
 
{

	
http
.
Redirect
(
w
,
 
r
,
 
"/consultar-cpf/123"
,
 
http
.
StatusTemporaryRedirect
)

}

func
 
CheckCpf
(
w
 
http
.
ResponseWriter
,
 
r
 
*
http
.
Request
)
 
{

	
cpf
 
:=
 
cpfcnpj
.
NewCPF
(
r
.
PathValue
(
"numbers"
))

	
isValid
 
:=
 
cpf
.
IsValid
()

	
var
 
formatted
 
*
string
 
=
 
nil

	
if
 
isValid
 
{

		
str
 
:=
 
cpf
.
String
()

		
formatted
 
=
 
&
str

	
}

	
response
 
:=
 
CheckCpfResponse
{

		
Valid
:
     
isValid
,

		
Formatted
:
 
formatted
,

		
Timestamp
:
 
time
.
Now
(),

	
}

	
json
.
NewEncoder
(
w
).
Encode
(
response
)

}

func
 
main
()
 
{

	
r
 
:=
 
chi
.
NewRouter
()

	
r
.
Use
(
middleware
.
Logger
)

	
r
.
Use
(
middleware
.
Recoverer
)

	
r
.
Get
(
"/"
,
 
Index
)

	
r
.
Get
(
"/consultar-cpf/{numbers}"
,
 
CheckCpf
)

	
log
.
Println
(
"Listening on http://localhost:8080"
)

	
log
.
Fatal
(
http
.
ListenAndServe
(
":8080"
,
 
r
))

}

```